# TS Tech

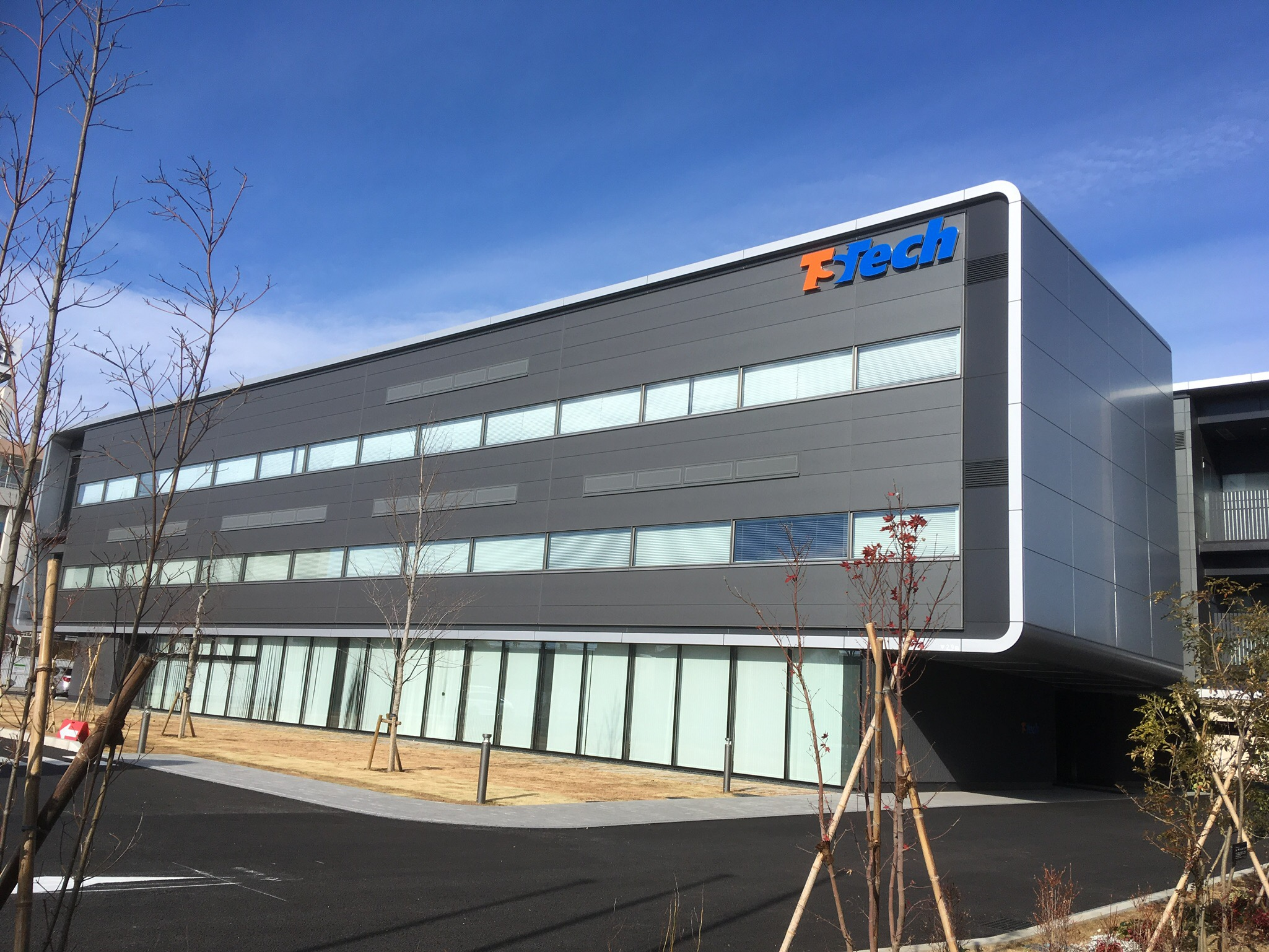
TS TECH Corporation Hauptgeschäftsstelle (Asaka)

TS Tech K.K. (jap. テイ・エス テック株式会社, Tei Esu Tekku kabushiki-gaisha, engl. TS Tech Co., Ltd.) ist ein japanisches Unternehmen. Neben Autositzen und Motorradsitzen produziert TS Tech beispielsweise Türpanele, Kopfstützen, medizinische Sitze, Flugzeugsitze und Sitze für Eisenbahnen. 
Im Jahr 2019 hatte TS TECH global rund 16.900 Mitarbeiter in 14 Ländern und einen Umsatz von etwa 412 Milliarden Yen (3,3 Milliarden Euro).
Im Jahr 2015 war TS Tech auf Platz 70 der Liste der größten Automobilzulieferer weltweit der Zeitschrift Automobil Industrie.

## Aktuelle Produktion von Autositzen
TS Tech fertigt Autositze für folgende Fahrzeuge: 
- Honda Step WGN
- Honda Civic
- Honda City
- VW Touran, 3. Sitzreihe